# Алексий (Шербан)
Епи́скоп Алекси́й (рум. Episcopul Alexie, в миру Александру Шербан, рум. Alexandru Șerban; XIX век, Османская империя — 1921, Яссы) — епископ Румынской православной церковь, епископ Крайовский, викарий Рымникской епархии.

## Биография
Был священником в церкви Голии в Яссах, затем протопотом города.
13 мая 1913 года был избран викарным архиереем Рымникской епархии с титулом «Крайовский», 22 июля 1913 года утверждён в должности. 7 ноября 1913 года в Монастыре Черника был пострижен в монашество. 12 декабря того же года был возведён в сан архимандрита. 22 декабря 1913 года состоялась его епископская хиротония. Назначен игуменом монастыря Святого Спиридона в Яссах.
В сентябре 1919 года было назначен временным управляющим Рымникской епархии вместо скончавшегося 6 сентября 1919 года епископа Анфима (Петреску). По состоянию здоровья удалился в Яссы, в результате чего 1 апреля 1920 года вместо него был назначен епископ Варфоломей (Стэнеску).
Скончался в 1921 году и был похоронен в Яссах. Про него было сказано, что «он был очень добр и честен, и как служитель церкви он был непревзойденным. Он оставил только хорошие воспоминания, как набожный священник и чистое сердце».